# Bătălia de la Kentish Knock
Bătălia de la Kentish Knock (numită și  Bătălia de la Zeeland Approaches sau în sursele neerlandeze Slag bij Hoofden și mai rar ca A doua Bătălie de la Downs) din 28 septembrie/8 octombrie 1652 a fost prima bătălie majoră din Primul Război Anglo-Olandez între principalele flote de război neerlandeză și engleză, lângă bancul Kentish Knock din Marea Nordului la 30 kilometri est de gura Tamisei. Bătălia nu a fost condiționată de existența unor convoaie de escortat. Divizată intern din motive politice, regionale și personale, flota neerlandeză a fost incapabilă să depună un efort determinat și a fost forțată să se retragă, pierzând două nave și multe victime. Cu toate acestea englezii au obținut doar o victorie la limită.

## Context
Flota neerlandeză a văzut o schimbare de comandă chiar înainte de bătălie: locotenentul-amiral neerlandez Maarten Tromp a fost suspendat de către Statele Generale ale Țărilor de Jos după eșecul acestuia de a aduce la luptă flota engleză în Insulele Shetland în luna august, și a fost înlocuit la comanda supremă a flotei neerlandeze confederate de către vice-amiralul olandez Witte Corneliszoon de With de la Amiralitatea Maas-ei. Acest lucru a cauzat imediat o ruptură între provinciile Olanda și Zeelanda deoarece De With era dușmanul personal al comandantului flotei zeelandeze, vice-amiralul Johan Evertsen, care și el părăsise serviciul maritim în urma unui conflict cu Statele Generale. Tensiunile anterioare au fost moderate de faptul că atât Tromp cât și Evertsen erau Oraniști înflăcărați, dar De With era un suporter loial al regimului republican care domina politica neerlandeză după moartea stadhouderului Wilhelm al II-lea de Orania. Noul comandant șef neerlandez gândise cu luciditate că numai învingând flota engleză și silind-o să se retragă în porturi, ar fi asigurat drum liber convoaielor prin Canalul Mânecii. De With a primit acordul Statelor Generale pentru a urma o nouă strategie al cărei obiectiv principal era să distrugă flota inamică, spre deosebire de tactica lui Tromp de a proteja cât mai mult posibil navele comerciale.

## Preludiul
După luni de promovare a unei politici navale mai agresive cu scopul de a distruge flota inamică decât să protejeze pasiv convoiaiele comerciale de atacurile englezilor, vice-amiralul Witte Corneliszoon de With a primit ocazia de a-și concentra forțele, de a se uni cu escadra comandorului Michiel de Ruyter, și de a obține controlul mărilor. La începutul lunii septembrie De With a ieșit în larg în fruntea unei flote de 44 de nave, cu ordinul de a găsi flota deja pe mare a lui De Ruyter și să ia comanda forței reunite. Cele două flote s-au întâlnit la Calais pe coasta Flandrei la 2 octombrie, unde De With a preluat comanda. Neavând experiența superiorității puterii de foc a englezilor, strategia lui De With era mai agresivă decât a lui Tromp, hotărând să atace adversarul în punctul său obișnuit de concentrare la Downs. El era pe mare pentru a da o bătălie, astfel că flota combinată a părăsit Calais și a traversat Canalul. De With trebuia să protejeze și rutele comerciale și a descoperit că 9 sau 10 nave de război și 5 nave incendiare, dintre cele aflate cu De Ruyter pe mare de 2 luni, erau în stare prea proastă pentru a servi în luptă și au fost trimise în port pentru reparații, rămânând cu 64 de nave (după alte surse: 62 de nave cu 1.900 de tunuri și 7.000 de oameni). De Ruyter a sugerat în aceste circumstanțe că ar fi mai bine pur și simplu să îi atragă pe englezi departe de flotele comerciale și să refuze să lupte cu adevărat, dar De With a insistat că trebuie dată o bătălie decisivă, susținând că Voi conduce cu pasiune flota spre inamic; diavolul poate să o aducă înapoi din nou. La scurt timp de la plecare, flota neerlandeză a întâmpinat furtuni care au durat mai multe zile. Părăsind la 5 octombrie ancorajul de la Schooneveld, flota lui De With a plecat să atace flota engleză ancorată la Downs, lângă Dover; dar aproape imediat flota neerlandeză a fost lovită de o furtună care a avariat multe nave. Mai târziu în aceiași zi flota neerlandeză s-a adăpostit sub North Foreland de o rafală dinspre sud-sud-vest, ancorând la aproximativ 3 mile marine în larg. În aceiași zi flota engleză se afla la Downs, la 13 mile marine spre sud.
În dimineața de 8 octombrie, când vremea se mai domolise și vântul s-a schimbat dinspre vest, neerlandezii se aflau în apropiere de Kentish Knock, la nord de ancorajul englez de la Downs. Avangarda flotei neerlandeze era comandată de comandorul Michiel de Ruyter, centrul de Witte de With și ariergarda de către Gideon de Wildt de la Amiralitatea din Amsterdam, care activa temporar ca contra-amiral. Flota neerlandeză fusese împrăștiată și avariată de un vânt puternic cu o seară înainte și dimineața se apropria în formație dispersată dinspre est. Vântul puternic a târât mai multe nave ancorate iar cinci dintre ele au fost aruncate în larg.
Englezii au reușit să adune o flotă mare la Downs. Escadra occidentală de pază (Western Guard), sub Blake și Penn, nu a fost în stare să îl oprească pe De Ruyter să urce spre est prin Canal, și fiind forțată să se îndrepte și ea spre est s-a unit cu forțele adunate deja la Downs. Blake deținea comanda flotei combinate, William Penn fiind vice-amiral și maiorul Nehemiah Bourne acționând ca contra-amiral. Flota engleză reunită conținea aproximativ 68 de nave de război, multe dintre ele mai mari decât echivalentele lor neerlandeze, ducând 2.400 de tunuri și 10.000 de oameni. Atât Blake cât și De With cunoșteau locația și puterea flotei inamice. Blake dorea și el lupta.

## Desfășurarea bătăliei
La 8 octombrie englezii s-au îndreptat la nord de Downs, guvernând în spațiul dintre Kentish Knock și inamic, și la prânz au luat prin surprindere navele neerlandeze dispersate. Având avantajul brizei de sud-sud-vest, Blake intenționa să exploateze această oportunitate excelentă pentru a ataca direct pe neerlandezii dezordonați. Amiralul englez și-a mutat steagul înaintea luptei de pe mult prea marele Sovereign (100 tunuri) pe mai manevrabilul Resolution (88 tunuri).
Adunându-și în grabă forțele pe la orele 14:30-15:00, cu excepția a cinci nave care au derivat prea mult spre nord, De With a dorit apoi să își transfere steagul de pe mica sa navă Prinses Louise pe Brederode, fosta navă amiral a lui Tromp și cea mai puternică navă din flota neerlandeză. Totuși, spre înjosirea sa, echipajul lui Tromp a refuzat să îl primească la bord, adresându-se lui De With cu invectivul de brânză verde și chiar a amenințat că va trage o salvă asupra șalupei sale dacă își va mai flutura în aer hârtiile de împuternicire din partea Statelor-Generale: el avea o reputație foarte proastă printre marinarii de rând - într-adevăr, sute dintre ei dezertaseră deja de atunci de când s-a aflat că el va deveni comandantul suprem. Comandorul zeelandez Cornelis Evertsen cel Bătrân, fratele lui Johan Evertsen, a fost chemat să negocieze, dar fără nici un rezultat. Atunci când flota engleză se afla la o distanță de jumătate de milă, De With a fost nevoit să își ridice steagul pe mult mai marele vas al Companiei Neerlandeze a Indiilor de Est (în neerlandeză Verenigde Oostindische Compagnie, prescurtată VOC), Prins Willem, aflat în mijlocul flotei, de asemenea mult mai lent, pe care a descoperit că majoritatea ofițerilor erau beți și echipajul era alcătuit din oameni neinstruiți.  De With a reușit să își aducă la un loc navele la sud-est de Kentish Knock având vântul dinspre vest.
Avantajul vântului deținut inițial de englezi a fost pierdut parțial atunci când Blake, care se găsea cu Resolution și doar alte trei nave din escadra sa, a fost nevoit să aștepte apropierea lui Penn și a lui Bourne cu escadrele lor, dar neerlandezii nu au putut să convoace un consiliu de război, ceea ce nu l-a oprit totuși pe De With să trimită o șalupă de-a lungul flotei pentru a da ordinele căpitanilor. Neerlandezii au format rapid cele trei escadre. Imediat ce navele lui Penn i s-au alăturat, Blake a condus avangarda spre neerlandezi, nemaiașteptându-l pe Bourne, acesta aflându-se la o leghe sau două în spate. Lupta a început efectiv pe la orele 16:00-17:00 atunci când Blake, venind în vânt spre nord, a angajat flota neerlandeză care urma o direcție sub vânt spre sud. Blake avea intenția de a sparge linia neerlandeză, dar la apropierea flotei engleze grosul navelor neerlandeze au cedat teren spre est. În același timp vântul a slăbit considerabil. Prin urmare ambele flote au trecut una pe lângă cealaltă în direcții opuse. Acest lucru era în marea defavoare a neerlandezilor; în mod normal fiind sub vânt ar fi trebuit ca tunurile lor să aibă o bătaie mai lungă, dar cu vântul atât de slab acest avantaj era absent în timp ce navele englezești erau mai mari și mai bine înarmate, provocând stricăciuni severe. Cu toate acestea dezastrul aproape că s-a abătut asupra englezilor când Penn și câteva dintre cele mai mari nave englezești au eșuat pe nisipurile de la Kentish Knock, lăsându-l pe Blake să înfrunte singur flota neerlandeză. Navele Sovereign și James, nava port drapel a lui Penn, au rămas prinse pe nisipul bancului Kentish Knock încă de la începutul atacului și au reușit să se elibereze doar după multe eforturi; Resolution, care deși a atins și ea nisipul nu a rămas blocată, și Dolphin, aventurându-se prea departe, au rămas izolate și încercuite dar au fost salvate de la anihilare de către alte nave englezești.
De With a așteptat până a luat contact cu primele nave ale lui Blake și a răspuns ordonând întregii flote să vireze de pe cursul de vest către cel de sud-est, să ocolească aripa dreaptă a englezilor și să atace ariergarda lui Bourne. Astfel că escadrele lui De With și De Wildt au virat pentru a îi angaja pe Blake și pe Penn, în timp ce De Ruyter a coborât asupra escadrie lui Bourne către sud. Această manevră l-ar fi izolat pe Bourne dacă nu ar fi coincis cu întoarcerea în vânt a navelor lui Penn spre sud în încercarea lor de a se elibera de pe nisipuri. Restul după-amiezii lupta s-a dat între escadrele lui De Ruyter și a lui Bourne.  Navele izolate ale lui Bourne riscau să fie copleșite atunci când escadra lui De With a depășit navele lui Blake și se apropia de el, dar șansele s-au întors în favoarea englezilor când șalupele au remorcat de pe nisip navele James și Sovereign. Englezii afirmă că uriașul Sovereign a înfruntat singur 20 de nave inamice în același timp. Prin urmare flota neerlandeză a fost forțată să lupte cu forțele combinate ale lui Penn și Bourne și a suferit pierderi grave în timpul înfruntării datorită puterii de foc superioare ale englezilor. Nava Prins Willem a fost scoasă din acțiune după ce a fost dezarborată, ceea ce a însemnat că De With a fost îngreunat foarte mult în eforturile sale de a conduce flota. În pofida acestor lucruri, englezii au avut avantajul la începutul luptei, dezarborând două nave neerlandeze. Mai multe nave neerlandeze au evitat să intre în luptă datorită diferendelor politice din cadrul flotei, lăsând navele lui De With și De Ruyter să lupte singure fără sprijin și rămânând sub vânt. În plus De With s-a plâns că aceste nave de sub vânt au tras peste și prin nava sa amiral, care este în opinia mea o mare brutalitate și atrocitate.
Pe la orele 19:00 lupta a încetat datorită înserării, flotele abia terminând prima traversare reciprocă. În acest moment o navă neerlandeză, Maria cu 30 de tunuri, a fost capturată și va fi luată în serviciul englez unde a rămas în uz pe tot parcursul războiului. O a doua navă neerlandeză capturată, Gorcum, a fost considerată prea avariată pentru a fi folosită și a fost lăsată să se scufunde, dar neerlandezii au reocupat-o și au salvat-o. Nava neerlandeză Burgh van Alkmaar (sau Wapen van Alkmaar) a sărit în aer. Mai multe nave neerlandeze, al căror moral a fost zdruncinat de focul devastator al englezilor, și-au părăsit locurile în formație. Sursele neerlandeze vorbesc de pierderea a 600 de oameni.  Nu se cunosc pierderile englezilor cu exactitate, dar se pare ca nu au fost prea mari, exemple fiind Resolution cu 23 de victime și James cu 8 oameni morți sau răniți.
În dimineața devreme a doua zi după bătălie De With a ținut un consiliu de război în care i-a numit pe toți căpitanii din Zeeland lași și a amenințat că în Olanda a rămas destul lemn pentru a ridica spânzurători pentru toți. Chiar în aceiași dimineață aproximativ 10 nave neerlandeze, majoritatea comandate de căpitani din Zeeland care se opuneau dominației Olandei și îl urau pe De With, au dezangajat lupta și s-au îndreptat pur și simplu spre porturile lor. Situația a devenit fără speranță pentru neerlandezi care mai rămăseseră doar cu 49 de nave (De Ruyter notează ca au început lupta cu 57 de nave, 1 navă s-a alăturat în timpul luptei iar a doua zi mai aveau cu ei doar 49, celelalte 9 nave dispărute incluzându-le pe cele pierdute și pe altele care s-au retras și s-au îndreptat spre casă) în timp ce englezii au primit întăriri în timpul nopții și flota lor crescuse la 84 de nave. De With a încercat să îi convingă pe comandanții săi să reia lupta mai târziu în aceiași zi. De Ruyter și Cornelis Evertsen, doi dintre comandanții săi de escadre, s-au pronunțat împotriva unei astfel de mișcări. Totuși De With încă mai dorea să dea o ultimă luptă.
La ordinele sale flota neerlandeză, acum poziționată la sud-est de forța engleză, s-a îndreptat în continuare spre sud în speranța de a obține avantajul vântului. Dar acest lucru a eșuat: mai întâi câteva nave care aveau probleme să urce în vânt au deviat prea mult spre vest și au fost avariate serios de către canonada ariergardei englezilor; în plus, la scurt timp după ce flota neerlandeză a ajuns în poziția dorită s-a dovedit că totul a fost în zadar căci vântul și-a schimbat direcția spre nord-est, dându-le englezilor din nou avantajul. Michiel de Ruyter și Cornelis Evertsen au reușit în această situație să îl convingă pe De With să accepte inevitabilul și acesta a fost nevoit să ordone retragerea acuzându-i pe vice-amiralii și căpitanii săi de lașitate. La sfârșitul după-amiezii flota neerlandeză s-a retras către est urmărită de Blake; după cum De With descria furios: ca o turmă de oi fugind de lupi. Ajutați de un vânt dinspre vest, De With și De Ruyter cu vreo 12 nave au acoperit cu succes retragea și neerlandezii nu au mai pierdut nici o altă navă.
Flota engleză s-a oprit din urmărire atunci când a ajuns la bancurile flamande; De With a decis să repare rapid flota la Wielingen pentru a ieși din nou în larg și pentru a încerca din nou să învingă flota inamică. Acest ordin a fost primit cu mare reticență de către ceilalți ofițeri amirali. De Ruyter a constatat plin de tact Acest curaj este periculos. Înțelegând că era singurul de această opinie, De With a acceptat în cele din urmă ca flota să se retragă la Hellevoetsluis, unde a ajuns la 12 octombrie.

## Urmările
Neerlandezii au recunoscut după această înfrângere că aveau nevoie de nave mai mari pentru a-i putea înfrunta pe englezi, și au demarat un program major de construcții navale care nu s-a materializat cu adevărat decât înainte de Al Doilea Război Anglo-Neerlandez. Potrivit lui De With, acest lucru a fost principala cauză a eșecului neerlandez, pe lângă unui număr insuficient de nave incendiare; el a scos în evidență că majoritatea fregatelor ușoare englezești aveau o putere de foc peste cea a unei nave neerlandeze de război medie. Cu toate acestea, în opinia publică exista doar un singur vinovat pentru înfrângere: însuși De With. Iată cum descria situația un pamflet politic la o săptămână după bătălie:

Din această tulburare și refuzul de a lupta se poate vedea și s-a observat ce diferență o face numirea unui șef al flotei care să fie judicios, politicos și popular - sau dacă este impus oamenilor un șef care este neiubit, disprețuit de marinari și le este dezgustător. Știm cu toții că vice-amiralul De With este un soldat excelent și un marinar îndrăzneț, care nu se teme de nici un pericol, nici chiar de moartea însăși. De asemenea comandorul De Ruyter este un erou îndrăzneț și neînfricat, care nu ar ezita să se lupte cu cei mai răi dintre dușmani, netemându-se de nici un pericol. Fără a aduce atingere la toate acestea, știm de asemenea că amiralul Tromp are toate aceste calități; și în afară de aceste virtuți mai puțin întâlnite: de a fi extraordinar de atent, cu frică de Dumnezeu și un om virtuos care nu își cheamă oamenii câini, draci sau pui de draci; ci li se adresează cu copii, prieteni, tovarăși și alte cuvinte similare duioase și pline de iubire. Astfel că el este atât de îndrăgit de cei care deservesc sub el încât, după cum se spune, s-ar arunca în foc pentru el și și-ar risca viața, cu adevărat, nu ar ezita să se lupte cu diavolul. Dacă un astfel de șef iubit și respectat este îndepărtat din flotă și înlocuit de cei pe care oamenii nu îi plac, acum se arată ce nenorocire și dezastru acest lucru aduce cu el.

În aceiași seară a zilei de 12 octombrie când Statele-Generale au aflat despre înfrângere, ele le-au și trimis scrisori lui Tromp și lui Johan Evertsen cerându-le să se întoarcă.
Victoria lor de la Kentish Knock a dat englezilor controlul asupra Canalului Mânecii, dar ei și-au risipit rapid avantajul. Crezând că războiul naval a fost câștigat, Consiliul de Stat a îndepărtat bateriile de tunuri ce protejau Downs și a fragmentat flota. O parte de 20 de nave a fost trimisă în strâmtoarea Sund pentru a încerca să spargă blocada neerlandeză a Mării Baltice, în timp ce alte escadre au fost trimise pe coasta de nord-est, la Plymouth și în Marea Mediterană. Două luni mai târziu neerlandezii au ieșit din nou în larg, de această dată sub comanda lui Maarten Tromp, și au recâștigat controlul asupra Canalului în Bătălia de la Dungeness din 10 decembrie 1652. De With a suferit o cădere nervoasă și nu va fi înlocuit oficial la comanda supremă decât în mai 1653. Cu toate că englezii au trimis întăriri în Marea Mediterană, flota lor a fost distrusă în Bătălia de la Livorno.

## Flota engleză
Din cele 68 nave de război prezente, se cunosc numele a doar 46 dintre ele (navele nu sunt in linia de bătaie, echipajele sunt cotele oficiale valide la acea vreme) 
| Flota engleză (Robert Blake) | Flota engleză (Robert Blake) | Flota engleză (Robert Blake) | Flota engleză (Robert Blake) | Flota engleză (Robert Blake)                |
| ---------------------------- | ---------------------------- | ---------------------------- | ---------------------------- | ------------------------------------------- |
| Rang                         | Navă                         | Tunuri                       | Echipaj                      | Căpitan                                     |
| 1                            | Resolution                   | 88                           | 550                          | Generalul-pe-mare Robert Blake (1599-1657)  |
| 2                            | James                        | 66                           | 360                          | Vice-amiralul William Penn (1621-1670)      |
| 2                            | Andrew                       | 56                           | 350                          | Contra-amiralul Nehemiah Bourne (1611-1691) |
| 1                            | Sovereign                    | 100                          | 600                          | Nicholas Reed                               |
| 2                            | Triumph                      | 62                           | 350                          | Benjamin Blake                              |
| 2                            | Vanguard                     | 56                           | 350                          | William Haddock                             |
| 2                            | Speaker                      | 54                           | 300                          | John Coppin                                 |
| 3                            | Lion                         | 50                           | 220                          | Charles Saltonsall                          |
| 3                            | Garland                      | 44                           | 200                          | Robert Batten                               |
| 3                            | Convertine                   | 44                           | 200                          |                                             |
| 4                            | Ruby                         | 42                           | 180                          | Anthony Houlding                            |
| 4                            | Foresight                    | 42                           | 180                          | Samuel Howett                               |
| 4                            | Diamond                      | 42                           | 180                          | Roger Martin                                |
| 4                            | Advice                       | 42                           | 180                          | George Deakins                              |
| 4                            | President                    | 40                           | 170                          | William Graves                              |
| 4                            | Pelican                      | 40                           | 170                          | Joseph Jordan                               |
| 4                            | Nonsuch                      | 40                           | 170                          | John Mildmay                                |
| 4                            | Assistance                   | 40                           | 170                          | Joseph Bourne                               |
| 4                            | Portsmouth                   | 38                           | 170                          | William Brandley                            |
| 4                            | Dragon                       | 36                           | 160                          | John Stokes                                 |
| 4                            | Assurance                    | 36                           | 150                          | Robert Saunders                             |
| 4                            | Hound                        | 36                           | 150                          | John Golding                                |
| 4                            | Guinea                       | 30                           | 140                          | Edmund Curtis                               |
| 4                            | Convert                      | 32                           | 140                          | Richard Johnson                             |
| 4                            | London                       | 40                           | 160                          | John Stevens (navă comercială armată)       |
| 4                            | Richard & Martha             | 40                           | 160                          | Eustace Smith (navă comercială armată)      |
| 4                            | Anthony Bonaventure          | 36                           | 150                          | Walter Hoxon (navă comercială armată)       |
| 4                            | Lisbon Merchant              | 34                           | 150                          | Simon Bailey (navă comercială armată)       |
| 4                            | Hercules                     | 34                           | 150                          | Zachariah Browne (navă comercială armată)   |
| 4                            | Culpepper                    | 30                           | 110                          | (navă comercială armată)                    |
| 5                            | Sampson                      | 26                           | 100                          | Edmund Button                               |
| 5                            | Advantage                    | 26                           | 100                          | William Beck                                |
| 5                            | Falmouth                     | 26                           | 100                          | John Jeffreys                               |
| 5                            | Mary flyboat                 | 24                           | 80                           | William Younger                             |
| 5                            | Nightingale                  | 22                           | 80                           | John Humpreys                               |
| 5                            | Warrick                      | 22                           | 80                           | William Godfrey                             |
| 5                            | Little President             | 22                           | 80                           | Thomas Sparling                             |
| 5                            | Pearl                        | 22                           | 80                           | James Cadman                                |
| 5                            | Cignet                       | 22                           | 80                           | Philip Holland                              |
| 5                            | Prudent Mary                 | 26                           | 90                           | Benjamin Salmon                             |
| 5                            | Cullen                       | 26                           | 90                           | Thomas Gilbert (navă comercială armată)     |
| 5                            | Exchange                     | 26                           | 90                           | Henry Tiddiman (navă comercială armată)     |
| 5                            | Martha                       | 25                           | 90                           | Stephen Jay (navă comercială armată)        |
| 5                            | Golden Dove                  | 24                           | 80                           | Henry Toope (navă comercială armată)        |
| 5                            | Acorn                        | 22                           | 60                           | (navă comercială armată)                    |
| 6                            | Paradox                      | 12                           | 60                           |                                             |
| 6                            | Gift                         | 16                           | 40                           | (pincă comercială armată)                   |
|                              | Renown                       | 10                           | 30                           | Nathaniel Mead (navă incendiară)            |

## Flota neerlandeză
62 nave de război cu 1.900 tunuri și 7.000 oameni , 11 nave incendiare, 2 galiote, 2 nave de război s-au alăturat a doua zi la 9 octombrie,  alte 2 nave la 10 octombrie (navele nu sunt în linia de bătaie)  
| Flota neerlandeză (Witte de With)                                | Flota neerlandeză (Witte de With) | Flota neerlandeză (Witte de With) | Flota neerlandeză (Witte de With) | Flota neerlandeză (Witte de With)                                                                  |
| ---------------------------------------------------------------- | --------------------------------- | --------------------------------- | --------------------------------- | -------------------------------------------------------------------------------------------------- |
| Amiralitate                                                      | Navă                              | Tunuri                            | Echipaj                           | Căpitan                                                                                            |
| VOC-Middelburg                                                   | Prins Willem                      | 56                                | 283                               | Vice-amiralul Witte Corneliszoon de With (1599-1658) căpitan Jacob Gaeuw (comandă centrul)         |
| VOC-Middelburg                                                   | Henriette Louise                  | 48                                | 228                               | Comandorul Michiel Adriaenzsoon de Ruyter (1607-1676) căpitan Pieter Marcussen (comandă avangarda) |
| Amsterdam                                                        | Vrede                             | 42                                | 134                               | Comandorul Gideon de Wildt (1624-1665) (comandă ariergarda)                                        |
| Rotterdam                                                        | Prinses Louise                    | 36                                | 150                               | Jan Evertszoon de Liefde (nava amiral a lui De With înainte și după bătălie)                       |
| Rotterdam                                                        | Brederode                         | 54                                | 193                               | Abel Roelants (Vader Abel) stuurman Egbert Kortenaer                                               |
| Rotterdam                                                        | Gorcum                            | 30                                | 123                               | Jan Jacobszoon van Nes de Oude Boer Jaep – capturată și abandonată, recaturată apoi                |
| Rotterdam -dir                                                   | Prins te Paard                    | 34                                | 130                               | Corstiaen Corstiaensz de Munnick                                                                   |
| Rotterdam -dir                                                   | Hollandia                         | 26                                | 105                               | Ruth Jacobsz Buijs                                                                                 |
| Rotterdam-dir                                                    | Sint Pieter                       | 28                                | 119                               | locotenent Jan Janszoon van der Valck                                                              |
| Amsterdam                                                        | Campen                            | 40                                | 120                               | Joris van der Zaan                                                                                 |
| Amsterdam                                                        | Groningen                         | 40                                | 130                               | Abraham van der Hulst                                                                              |
| Amsterdam                                                        | Overijssel                        | 26                                | 100                               | Jan van Campen                                                                                     |
| Amsterdam                                                        | Leiden                            | 30                                | 92                                | Cornelis Hoola                                                                                     |
| Amsterdam                                                        | Zutphen                           | 26                                | 91                                | Ewout Jeroensz                                                                                     |
| Amsterdam                                                        | Hollandsche Tuin                  | 24                                | 70                                | Hillebrant Jeroensz                                                                                |
| Amsterdam                                                        | Gouden Leeuw                      | 24                                | 59                                | Gilles Thijssen Campen                                                                             |
| Amsterdam                                                        | Achilles                          | 28                                | 102                               | Dirck Scheij                                                                                       |
| Amsterdam                                                        | Star                              | 28                                | 100                               | Jacob Pauwelszoon Cort                                                                             |
| Amsterdam                                                        | Hollandia                         | 32                                | 107                               | Albert de Graeff                                                                                   |
| Amsterdam                                                        | Zeelandia                         | 34                                | 105                               | locotenent-comandant Nicolaes Marrevelt                                                            |
| Amsterdam                                                        | Graaf Willem                      | 38                                | 125                               | comandor Jan Gideonszoon Verburch (1600-1671)                                                      |
| Amsterdam                                                        | Gelderland                        | 28                                | 100                               | Cornelis van Velsen                                                                                |
| Amsterdam                                                        | Drie Coningen                     | 36                                | 113                               | Lucas Albertszoon                                                                                  |
| Amsterdam                                                        | Aertsengel Michiel                | 38                                | 111                               | Emmanuel Zalingen                                                                                  |
| Amsterdam                                                        | Amsterdam                         | 30                                | 100                               | Sijmon van der Aeck                                                                                |
| Amsterdam                                                        | Engel Gabriel                     | 36                                | 130                               | Isaak Sweers                                                                                       |
| Amsterdam                                                        | Gouda                             | 28                                | 86                                | Jan Egbertszoon Ooms                                                                               |
| Amsterdam                                                        | Maria                             | 30                                | 100                               | Claes Sael – capturată                                                                             |
| Amsterdam-dir                                                    | Faem                              | 28                                | 96                                | Jacob Corneliszoon Swart                                                                           |
| Amsterdam-dir                                                    | Witte Lam                         | 30                                | 80                                | Cornelis van Houten                                                                                |
| Amsterdam-dir                                                    | Arke Troijane                     | 28                                | 88                                | Abraham Hendrickszoon van Campen                                                                   |
| Amsterdam-dir                                                    | Sint Francisco                    | 28                                | 91                                | Stoffel Juriaenszoon                                                                               |
| VOC-Amsterdam                                                    | Vrede                             | 40                                | 192                               | Pieter Salomonszoon                                                                                |
| VOC-Amsterdam                                                    | Vogelstruis                       | 40                                | 180                               | Douwe Auckes                                                                                       |
| Zeeland                                                          | Zeeuwsche Leeuw                   | 28                                | 110                               | Comandorul Cornelis Evertsen cel Bătrân (1610-1666)                                                |
| Zeeland                                                          | Westcappelle                      | 28                                | 109                               | Adriaen van Trappen Banckert                                                                       |
| Zeeland                                                          | Amsterdam                         | 32                                | 108                               | Adriaen Nicolaeszoon Kempen                                                                        |
| Zeeland                                                          | Hollandia                         | 38                                | 138                               | Philip Joosten                                                                                     |
| Zeeland                                                          | Sandenburgh                       | 24                                | 90                                | Pieter Gorcum                                                                                      |
| Zeeland                                                          | Zeeridder                         | 28                                | 118                               | Gilles Janssen                                                                                     |
| Zeeland                                                          | Liefde                            | 30                                | 110                               | Frans Crijnszoon Mangelaer                                                                         |
| Zeeland                                                          | Faem                              | 30                                | 110                               | Cornelis Loncke                                                                                    |
| Zeeland                                                          | Sint Jan                          | 26                                | 100                               | Laurens Pensier                                                                                    |
| Zeeland                                                          | Ter Goes                          | 26                                | 109                               | Cornelis Kuijper                                                                                   |
| Vlissingen-dir                                                   | Dubbele Arent                     | 28                                | 111                               | Aldert Janszoon                                                                                    |
| Vlissingen-dir                                                   | Haes                              | 26                                | 120                               | Bastiaen Centsen                                                                                   |
| Vlissingen-dir                                                   | Haes in ‘t Velt                   | 30                                | 108                               | Leendert de Haen                                                                                   |
| Middelburg-dir                                                   | Leeuwinne                         | 30                                | 100                               | Johannes van Regermorter                                                                           |
| Middelburg-dir                                                   | Gouden Leeuw                      | 30                                | 110                               | Jacob Adriaenssen Penssen                                                                          |
| Noorderkwartier                                                  | Prins Maurits                     | 28                                | 86                                | Cornelis Pieterszoon Taenman                                                                       |
| Noorderkwartier                                                  | Wapen van Monnikendam             | 24                                | 74                                | Arent Dirckszoon                                                                                   |
| Noorderkwartier                                                  | Wapen van Alkmaar                 | 30                                | 98                                | Gerrit Nobel – sare în aer                                                                         |
| Noorderkwartier                                                  | Wapen van Enkhuizen               | 30                                | 93                                | Gerrit Femsen                                                                                      |
| Noorderkwartier                                                  | Kasteel van Medemblik             | 26                                | 100                               | Gabriel Antheunissen                                                                               |
| Noorderkwartier                                                  | Scheltje                          | 24                                | 70                                | Teunis Vechterszoon                                                                                |
| Noorderkwartier                                                  | Stad van Medemblik                | 26                                | 100                               | Pieter Schellinger                                                                                 |
| Friesland                                                        | Omlandia                          | 30                                | 80                                | Belevelt                                                                                           |
| Friesland                                                        | Frisia                            | 29                                | 108                               | Schelte Wiglema                                                                                    |
| Friesland                                                        | Groninger Nicolaes                | 28                                | 77                                | Laurens Hermanszoon Degelencamp                                                                    |
| Friesland                                                        | Breda                             | 28                                | 103                               | Adriaen Bruijnsvelt                                                                                |
| Friesland                                                        | Westergo                          | 28                                | 98                                | locotenentul Tijmen Claeszoon                                                                      |
| Friesland                                                        | Hector van Troijen                | 24                                | 70                                | Reinier Sekema                                                                                     |
| Amsterdam                                                        | Vergule Buys                      | ?                                 | 16                                | Ary Corneliszoon (navă incendiară)                                                                 |
| Amsterdam                                                        | Graef Sonderlandt                 | ?                                 | 18                                | Hendrick Janszoon (navă incendiară)                                                                |
| Amsterdam                                                        | Amsterdam                         | ?                                 | 14                                | Dirck Dirckszoon (navă incendiară)                                                                 |
| Amsterdam                                                        | Hoop                              | ?                                 | 15                                | Cornelis Schoonevelt (navă incendiară)                                                             |
| Amsterdam                                                        | Sint Michiel                      | ?                                 | 15                                | Jan Jacobszoon de Vos (navă incendiară)                                                            |
| Zeeland                                                          | Eenhoorn                          | ?                                 | ?                                 | Laurens Josiaszoon (navă incendiară)                                                               |
| Noorderkwartier                                                  | Star                              | ?                                 | ?                                 | Jacob Janszoon (navă incendiară)                                                                   |
| Friesland                                                        | Vale Haan                         | ?                                 | ?                                 | Pieter Marcuszoon (navă incendiară)                                                                |
|                                                                  | Gekroonde Liefde                  | ?                                 | ?                                 | Jacob Hermanszoon Visscher (navă incendiară)                                                       |
|                                                                  | Hoop                              | ?                                 | ?                                 | Thomas Janszoon van Dyk (navă incendiară)                                                          |
|                                                                  | Oranjeboom                        | ?                                 | ?                                 | Leendert Arentszoon de Jager (navă incendiară)                                                     |
| Zeeland                                                          | ?                                 | ?                                 | ?                                 | Sijmon Laurenszoon (galiotă)                                                                       |
| Zeeland                                                          | ?                                 | ?                                 | ?                                 | Pieter Arenszoon (galiotă)                                                                         |
| Nave sosite la 9 octombrie alături de flotă în rada de la Bruges |                                   |                                   |                                   | |
| Amsterdam-dir                                                    | Nassouw van den Burgh             | 34                                | 130                               | Lambert Pieterszoon                                                                                |
| Amsterdam-dir                                                    | Nieuw Gideon                      | 34                                | 115                               | Hector Bardesius                                                                                   |
| Nave sosite la 10 octombrie                                      |                                   |                                   |                                   | |
| Amsterdam-dir                                                    | Sint Maria                        | 31                                | 102                               | Sipke Fockes                                                                                       |
| Medemblik-dir                                                    | Sint Jeronimus                    | 28                                | 90                                | Jan Pieterszoon Eenarm                                                                             |